# 宗璽
宗璽（1468年—1522年），字朝用，直隶廣德州建平县人，军籍，明朝政治人物。

## 生平
弘治五年（1492年）壬子科應天府鄉試第一百十九名舉人。弘治十二年（1499年）中式己未科會試第十名，三甲第一百九十五名進士。歷官南京大理寺右寺正，正德四年（1509年）二月升山西按察司佥事，调任福建佥事，七年七月升江西副使，平定姚源贼寇徐九龄等，十一年五月升广西按察使，十六年正月升貴州左布政使。嘉靖元年（1522年）病卒于任所。

## 家族
曾祖宗懋；祖父宗達；父宗昌。母徐氏。永感下。